# Budynek Urzędu Miejskiego w Tarnowskich Górach
Budynek Urzędu Miejskiego w Tarnowskich Górach – budynek użyteczności publicznej w Tarnowskich Górach.

## Powstanie
W 1873 roku powstał powiat tarnogórski. Za pierwszego landrata (starosty) Bernharda Georga Augusta Barchewitza, w 1875 roku rozpoczęto budowę siedziby starostwa i sejmiku powiatowego. Ten tzw. "Ständehaus" oddano do użytku 1 kwietnia 1877 roku. Projekt wykonał architekt Heintze, prawdopodobnie tożsamy z twórcą kościoła św. Mikołaja w Reptach Śląskich.
W wyniku reformy administracyjnej w 1975 powiat tarnogórski został zlikwidowany, zaś budynek został przejęty przez Miasto Tarnowskie Góry.

## Architektura
Budynek powstał w stylu neorenesansowym. Jest dwukondygnacyjny, dziewięcioosiowy, na rzucie litery "C". Wykonany z cegły klinkierowej (obecnie pomalowanej farbą), na kamiennym cokole. Nad wejściem ozdobny taras. Wokół budynku założono zieleniec, istniejący w zmienionej postaci do dziś.
Budynek jest wpisany do Gminnej Ewidencji Zabytków Miasta Tarnowskie Góry.